# Grand Prix Formule 1 van São Paulo 2022
De Grand Prix Formule 1 van São Paulo 2022 werd verreden op 13 november op het Autódromo José Carlos Pace in São Paulo. Het was de eenentwintigste race van het seizoen.
De Grand Prix van São Paulo is de derde en laatste GP (na de GP van Emilia-Romagna en de GP van Oostenrijk) waar dit jaar een sprint gehouden wordt. Een sprint is bijna hetzelfde als een normale race, met als groot verschil dat de wedstrijd minder lang duurt. De sprint-afstand bedraagt circa 100 kilometer en zal daardoor rond de 25 à 30 minuten gaan duren.
Het Grand Prix-weekend begint op vrijdag met de eerste vrije training van zestig minuten. Daarna volgt een kwalificatie, die de startopstelling voor de sprint bepaalt en waarin de snelste coureur de pole positie op zijn naam krijgt. 
Op zaterdagmorgen wordt een tweede vrije training van een uur verreden waarna in de middag de sprint wordt gehouden. De wedstrijd op zondag wordt verreden over een "normale" Grand Prix afstand (circa 300 kilometer) en de teams hebben een vrije bandenkeuze.

## Veiligheid
In de nasleep van de Braziliaanse parlementsverkiezingen 2022 is er bezorgdheid ontstaan over de onrust in het land. Vele Brazilianen gingen de straat op om te protesteren tegen de verkiezingsuitslag, waardoor de activiteiten in het land werden verstoord. Er waren berichten dat vrachtwagens van Ferrari op weg naar het circuit vanaf Aeroporto Internacional de Viracopos werden geblokkeerd door demonstranten. De politieke instabiliteit in Brazilië heeft de vraag opgeroepen of de FIA zal besluiten de ronde te annuleren of dat de race doorgaat zoals gepland. Uit rapporten blijkt dat de FIA en de houder van de rechten van Formule 1 Liberty Media naar verluidt de situatie in de gaten houden om te beslissen over het lot van de race.
Op 3 november werd echter duidelijk gemaakt dat de Grand Prix van São Paulo door kan gaan.

## Vrije training 1
- Enkel de top vijf wordt weergegeven.

| Pos. | Nr. | Coureur          | Constructeur         | Tijd     |
| ---- | --- | ---------------- | -------------------- | -------- |
| 1    | 11  | Sergio Pérez     | Red Bull Racing-RBPT | 1:11.853 |
| 2    | 16  | Charles Leclerc  | Ferrari              | 1:11.857 |
| 3    | 1   | Max Verstappen   | Red Bull Racing-RBPT | 1:11.861 |
| 4    | 55  | Carlos Sainz jr. | Ferrari              | 1:12.039 |
| 5    | 44  | Lewis Hamilton   | Mercedes             | 1:12.040 |

## Kwalificatie
Kevin Magnussen behaalde als allereerste Deen een pole position. Het was tevens de allereerste pole voor het Haas F1 Team. 
| Pos.                                        | Nr. | Coureur          | Constructeur          | Kwalificatietijden | Kwalificatietijden | Kwalificatietijden | Grid |
| Pos.                                        | Nr. | Coureur          | Constructeur          | Q1                 | Q2                 | Q3                 | Grid |
| ------------------------------------------- | --- | ---------------- | --------------------- | ------------------ | ------------------ | ------------------ | ---- |
| 1                                           | 20  | Kevin Magnussen  | Haas-Ferrari          | 1:13.954           | 1:11.410           | 1:11.674           | 1    |
| 2                                           | 1   | Max Verstappen   | Red Bull Racing-RBPT  | 1:13.625           | 1:10.881           | 1:11.877           | 2    |
| 3                                           | 63  | George Russell   | Mercedes              | 1:14.427           | 1:11.318           | 1:12.059           | 3    |
| 4                                           | 4   | Lando Norris     | McLaren-Mercedes      | 1:13.106           | 1:11.377           | 1:12.263           | 4    |
| 5                                           | 55  | Carlos Sainz jr. | Ferrari               | 1:14.680           | 1:10.890           | 1:12.357           | 5    |
| 6                                           | 31  | Esteban Ocon     | Alpine-Renault        | 1:14.663           | 1:11.587           | 1:12.425           | 6    |
| 7                                           | 14  | Fernando Alonso  | Alpine-Renault        | 1:13.542           | 1:11.394           | 1:12.504           | 7    |
| 8                                           | 44  | Lewis Hamilton   | Mercedes              | 1:13.403           | 1:11.539           | 1:12.611           | 8    |
| 9                                           | 11  | Sergio Pérez     | Red Bull Racing-RBPT  | 1:13.613           | 1:11.456           | 1:15.601           | 9    |
| 10                                          | 16  | Charles Leclerc  | Ferrari               | 1:14.486           | 1:10.950           | Geen tijd          | 10   |
| 11                                          | 23  | Alexander Albon  | Williams-Mercedes     | 1:14.324           | 1:11.631           |                    | 11   |
| 12                                          | 10  | Pierre Gasly     | AlphaTauri-RBPT       | 1:14.371           | 1:11.675           |                    | 12   |
| 13                                          | 5   | Sebastian Vettel | Aston Martin-Mercedes | 1:13.597           | 1:11.678           |                    | 13   |
| 14                                          | 3   | Daniel Ricciardo | McLaren-Mercedes      | 1:14.931           | 1:12.140           |                    | 14   |
| 15                                          | 18  | Lance Stroll     | Aston Martin-Mercedes | 1:14.398           | 1:12.210           |                    | 15   |
| 16                                          | 6   | Nicholas Latifi  | Williams-Mercedes     | 1:15.095           |                    |                    | 16   |
| 17                                          | 24  | Zhou Guanyu      | Alfa Romeo-Ferrari    | 1:15.197           |                    |                    | 17   |
| 18                                          | 77  | Valtteri Bottas  | Alfa Romeo-Ferrari    | 1:15.486           |                    |                    | 18   |
| 19                                          | 22  | Yuki Tsunoda     | AlphaTauri-RBPT       | 1:16.264           |                    |                    | 19   |
| 20                                          | 47  | Mick Schumacher  | Haas-Ferrari          | 1:16.361           |                    |                    | 20   |
| Q1 107% tijd: 1:18.223 (Bron: formula1.com) |     |                  |                       |                    |                    |                    |      |

## Vrije training 2
- Enkel de top vijf wordt weergegeven.

| Pos. | Nr. | Coureur         | Constructeur         | Tijd     |
| ---- | --- | --------------- | -------------------- | -------- |
| 1    | 31  | Esteban Ocon    | Alpine-Renault       | 1:14.604 |
| 2    | 11  | Sergio Pérez    | Red Bull Racing-RBPT | 1:14.788 |
| 3    | 63  | George Russell  | Mercedes             | 1:14.916 |
| 4    | 14  | Fernando Alonso | Alpine-Renault       | 1:15.049 |
| 5    | 1   | Max Verstappen  | Red Bull Racing-RBPT | 1:15.098 |

Testcoureur in vrije training 2:

 Logan Sargeant (Williams-Mercedes) reed in plaats van Alexander Albon. Hij reed een tijd van 1:16.480 en werd daarmee twintigste.

## Sprint
De uitslag van de sprint bepaalde de startopstelling van de wedstrijd de volgende dag.

George Russell won voor de eerste keer in zijn carrière een sprint.
| Pos.               | Nr. | Coureur          | Constructeur          | Rondes | Tijd / Oorzaak Uitval | Grid | Punten | Grid wedstrijd |
| ------------------ | --- | ---------------- | --------------------- | ------ | --------------------- | ---- | ------ | -------------- |
| 1                  | 63  | George Russell   | Mercedes              | 24     | 30:11.307             | 3    | 8S     | 1              |
| 2                  | 55  | Carlos Sainz jr. | Ferrari               | 24     | +3.995                | 5    | 7      | 7 *1           |
| 3                  | 44  | Lewis Hamilton   | Mercedes              | 24     | +4.492                | 8    | 6      | 2              |
| 4                  | 1   | Max Verstappen   | Red Bull Racing-RBPT  | 24     | +10.494               | 2    | 5      | 3              |
| 5                  | 11  | Sergio Pérez     | Red Bull Racing-RBPT  | 24     | +11.855               | 9    | 4      | 4              |
| 6                  | 16  | Charles Leclerc  | Ferrari               | 24     | +13.133               | 10   | 3      | 5              |
| 7                  | 4   | Lando Norris     | McLaren-Mercedes      | 24     | +25.624               | 4    | 2      | 6              |
| 8                  | 20  | Kevin Magnussen  | Haas-Ferrari          | 24     | +28.768               | 1    | 1      | 8              |
| 9                  | 5   | Sebastian Vettel | Aston Martin-Mercedes | 24     | +30.218               | 13   |        | 9              |
| 10                 | 10  | Pierre Gasly     | AlphaTauri-RBPT       | 24     | +34.170               | 12   |        | 10             |
| 11                 | 3   | Daniel Ricciardo | McLaren-Mercedes      | 24     | +39.395               | 14   |        | 11             |
| 12                 | 47  | Mick Schumacher  | Haas-Ferrari          | 24     | +41.159               | 20   |        | 12             |
| 13                 | 24  | Zhou Guanyu      | Alfa Romeo-Ferrari    | 24     | +41.763               | 17   |        | 13             |
| 14                 | 77  | Valtteri Bottas  | Alfa Romeo-Ferrari    | 24     | +42.338               | 18   |        | 14             |
| 15                 | 22  | Yuki Tsunoda     | AlphaTauri-RBPT       | 24     | +50.306               | 19   |        | Pit *2         |
| 16                 | 18  | Lance Stroll     | Aston Martin-Mercedes | 24     | +50.700 *3            | 15   |        | 15             |
| 17                 | 31  | Esteban Ocon     | Alpine-Renault        | 24     | +51.756               | 6    |        | 16             |
| 18                 | 14  | Fernando Alonso  | Alpine-Renault        | 24     | +53.985 *4            | 7    |        | 17             |
| 19                 | 6   | Nicholas Latifi  | Williams-Mercedes     | 24     | +1:16.850             | 16   |        | 18             |
| DNF                | 23  | Alexander Albon  | Williams-Mercedes     | 12     | Schade aan vloer      | 11   |        | 19             |
| Bron: formula1.com |     |                  |                       |        |                       |      |        |                |

S George Russell reed in ronde 4 de snelste ronde in 1:14.233, maar in de sprint levert dit geen extra punt op.

*1 Carlos Sainz jr. kreeg een gridstraf van vijf plaatsen vanwege het overschrijden van het quotum aan motoronderdelen.

*2 Yuki Tsunoda moest vanuit de pit starten omdat er aan zijn wagen is gewerkt onder parc fermé-condities.

*3 Lance Stroll eindigde de sprint als twaalfde maar kreeg een tijdstraf van tien seconden voor het van de baan rijden van zijn teamgenoot Sebastian Vettel.

*4 Fernando Alonso eindigde de sprint als vijftiende maar kreeg een tijdstraf van vijf seconden voor het veroorzaken van een botsing met Esteban Ocon.

## Wedstrijd
George Russell behaalde de eerste Grand Prix-overwinning in zijn carrière.
| Pos.               | Nr. | Coureur          | Constructeur          | Rondes | Tijd / Oorzaak Uitval | Grid | Punten |
| ------------------ | --- | ---------------- | --------------------- | ------ | --------------------- | ---- | ------ |
| 1                  | 63  | George Russell   | Mercedes              | 71     | 1:38:34.044           | 1    | 26S    |
| 2                  | 44  | Lewis Hamilton   | Mercedes              | 71     | +1.529                | 2    | 18     |
| 3                  | 55  | Carlos Sainz jr. | Ferrari               | 71     | +4.051                | 7    | 15     |
| 4                  | 16  | Charles Leclerc  | Ferrari               | 71     | +8.441                | 5    | 12     |
| 5                  | 14  | Fernando Alonso  | Alpine-Renault        | 71     | +9.561                | 17   | 10     |
| 6                  | 1   | Max Verstappen   | Red Bull Racing-RBPT  | 71     | +10.056               | 3    | 8      |
| 7                  | 11  | Sergio Pérez     | Red Bull Racing-RBPT  | 71     | +14.080               | 4    | 6      |
| 8                  | 31  | Esteban Ocon     | Alpine-Renault        | 71     | +18.690               | 16   | 4      |
| 9                  | 77  | Valtteri Bottas  | Alfa Romeo-Ferrari    | 71     | +22.552               | 14   | 2      |
| 10                 | 18  | Lance Stroll     | Aston Martin-Mercedes | 71     | +23.552               | 15   | 1      |
| 11                 | 5   | Sebastian Vettel | Aston Martin-Mercedes | 71     | +26.183               | 9    |        |
| 12                 | 24  | Zhou Guanyu      | Alfa Romeo-Ferrari    | 71     | +29.325               | 13   |        |
| 13                 | 47  | Mick Schumacher  | Haas-Ferrari          | 71     | +29.899               | 12   |        |
| 14                 | 10  | Pierre Gasly     | AlphaTauri-RBPT       | 71     | +31.867 *             | 10   |        |
| 15                 | 23  | Alexander Albon  | Williams-Mercedes     | 71     | +36.016               | 19   |        |
| 16                 | 6   | Nicholas Latifi  | Williams-Mercedes     | 71     | +37.038               | 18   |        |
| 17                 | 22  | Yuki Tsunoda     | AlphaTauri-RBPT       | 70     | +1 ronde              | Pit  |        |
| DNF                | 4   | Lando Norris     | McLaren-Mercedes      | 50     | Versnellingsbak       | 6    |        |
| DNF                | 20  | Kevin Magnussen  | Haas-Ferrari          | 0      | Botsing               | 8    |        |
| DNF                | 3   | Daniel Ricciardo | McLaren-Mercedes      | 0      | Botsing               | 11   |        |
| Bron: formula1.com |     |                  |                       |        |                       |      |        |

S George Russell reed voor de vijfde keer in zijn carrière een snelste ronde en behaalde hiermee een extra punt.

* Pierre Gasly eindigde de wedstrijd als twaalfde maar kreeg een tijdstraf van vijf seconden voor te snel rijden in de pit.

## Tussenstanden wereldkampioenschap
Betreft tussenstanden voor het wereldkampioenschap na afloop van de race.

### Coureurs
| Pos. | Nr. | Coureur          | Constructeur         | Punten |
| ---- | --- | ---------------- | -------------------- | ------ |
| 1    | 1   | Max Verstappen   | Red Bull Racing-RBPT | 429    |
| 2    | 16  | Charles Leclerc  | Ferrari              | 290    |
| 3    | 11  | Sergio Pérez     | Red Bull Racing-RBPT | 290    |
| 4    | 63  | George Russell   | Mercedes             | 265    |
| 5    | 44  | Lewis Hamilton   | Mercedes             | 240    |
| 6    | 55  | Carlos Sainz jr. | Ferrari              | 234    |
| 7    | 4   | Lando Norris     | McLaren-Mercedes     | 113    |
| 8    | 31  | Esteban Ocon     | Alpine-Renault       | 86     |
| 9    | 14  | Fernando Alonso  | Alpine-Renault       | 81     |
| 10   | 77  | Valtteri Bottas  | Alfa Romeo-Ferrari   | 49     |

### Constructeurs
| Pos. | Constructeur          | Punten |
| ---- | --------------------- | ------ |
| 1    | Red Bull Racing-RBPT  | 719    |
| 2    | Ferrari               | 524    |
| 3    | Mercedes              | 505    |
| 4    | Alpine-Renault        | 167    |
| 5    | McLaren-Mercedes      | 148    |
| 6    | Alfa Romeo-Ferrari    | 55     |
| 7    | Aston Martin-Mercedes | 50     |
| 8    | Haas-Ferrari          | 37     |
| 9    | AlphaTauri-RBPT       | 35     |
| 10   | Williams-Mercedes     | 8      |